# Tratado de Alcanizes

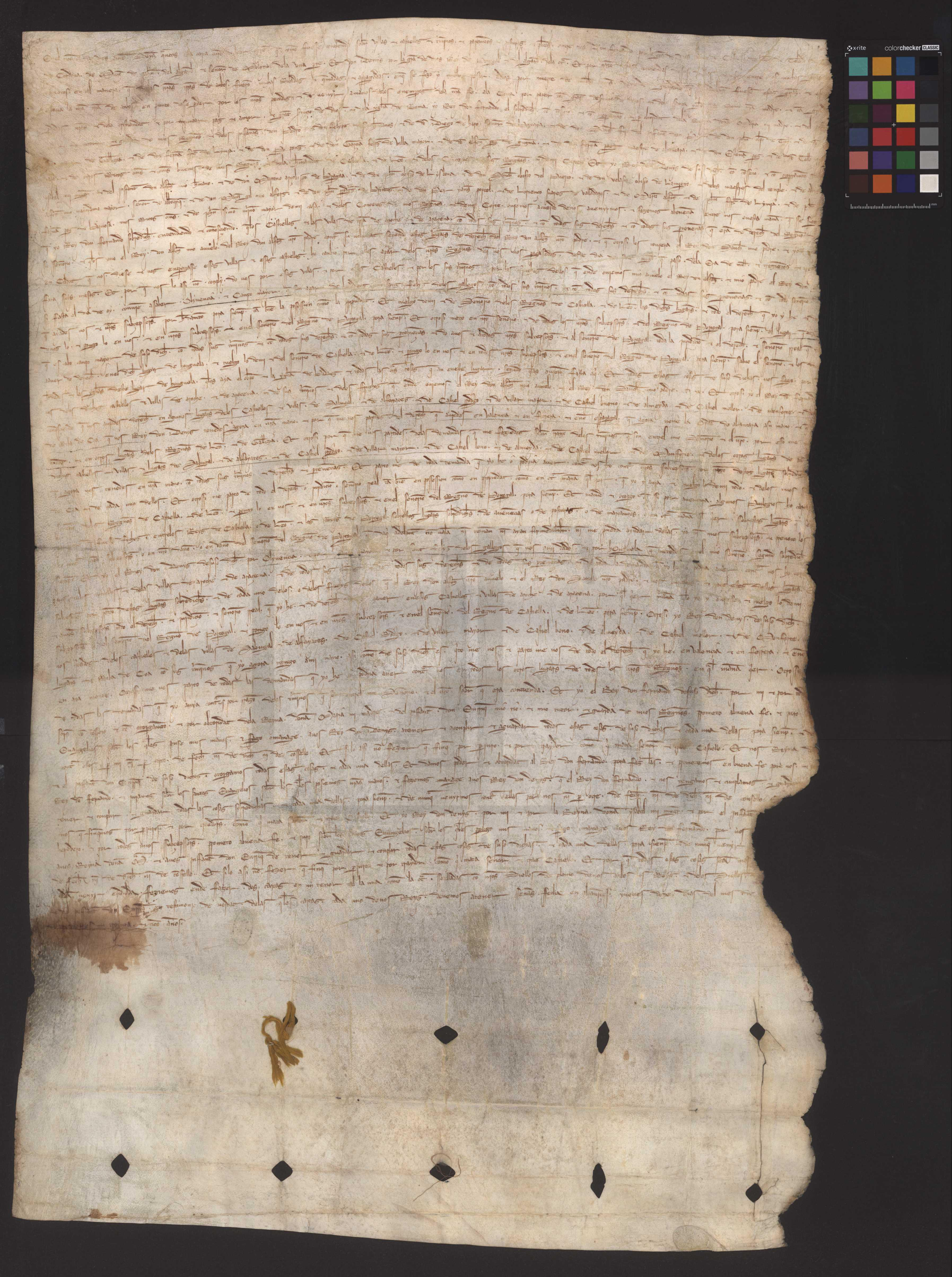
O diploma do tratado de Alcanises, no Arquivo Nacional Torre do Tombo.

O tratado de Alcanises (em castelhano, Alcañices) foi assinado entre os soberanos de Leão e Castela, Maria de Molina, regente do reino em nome de Fernando IV (1295–1312), devido ao facto deste ser ainda menor de idade, e de Portugal, D. Dinis (1279–1325), a 12 de setembro de 1297, na povoação leonesa-castelhana de Alcanises. O tratado fazia parte de uma estratégia defensiva do rei D. Dinis, que após a assinatura acabou por retirar o seu apoio ao pretendente da Coroa de Castela, o infante João de Castela e Tarifa, tio de Fernando IV.
Por ele se restabelecia a paz, fixando-se os limites fronteiriços entre os dois reinos. Em troca de direitos portugueses nos termos raianos de Aroche e de Aracena, passavam para a posse definitiva de Portugal:
- Campo Maior
- Olivença (hoje administrada por Espanha, ver Questão de Olivença)[8]
- Ouguela
- Juromenha[9] e
- São Félix dos Galegos (hoje na posse de Espanha)

E em troca de direitos portugueses nos domínios de Aiamonte, Esparregal, Ferreira de Alcântara e Valença de Alcântara, e outros lugares nos Reinos de Leão e de Galiza, era reconhecida a posse portuguesa das chamadas terras de Riba-Côa, que compreendiam as seguintes povoações e respetivos castelos:
- Almeida[11]
- Castelo Bom
- Castelo Melhor
- Monforte
- Vilar Maior

Também reconhecia a possessão portuguesa dos seguintes castelos castelhanos ocupados por D. Dinis:
- Alfaiates[11]
- Castelo Rodrigo
- Sabugal[11]

Uma versão do tratado, cujo exemplar em castelhano hoje se encontra depositado no Arquivo Nacional da Torre do Tombo, encontra-se transcrita por Rui de Pina na Crónica de El-Rei D. Dinis. No século XIX, o original foi publicado pelo Visconde de Santarém (1846).
Embora na fórmula de encerramento seja informada a datação como Era de mil trezentos trinta e cinco annos, recorde-se que a referida é a da Era de César, vigente à época daqueles soberanos, equivalente a 1297 no atual calendário gregoriano.
Quatro territórios atribuídos a Portugal em 1297 foram posteriormente perdidos. Três deles — Salvaterra do Minho (perdido em 1643, durante a Guerra da Restauração), São Félix dos Galegos (mudou várias vezes de mão: 1327, 1370 e 1476, data em que passou definitivamente para Castela-Leão) e Ermesende (também perdido durante a Guerra da Restauração) — tiveram a sua pertença a Espanha reconhecida pelo Tratado de Lisboa de 1864, enquanto Olivença (incluindo o atual município de Táliga) é administrada pela Espanha, mantendo Portugal uma reclamação sobre a soberania dessas duas vilas (a disputa não foi resolvida no tratado de 1864).